# Bayraktar (píseň)
„Bayraktar“ je ukrajinská vlastenecká odbojová píseň. Byla uveřejněna na sociálních sítích dne 1. března 2022, krátce po ruské invazi na Ukrajinu, a postupně se stala populární po celém světě. Je věnovaná bojovému dronu Bayraktar TB2, a jeho úspěšnému nasazení proti ruským jednotkám. Autor písně, Ukrajinec Taras Borovok, zesměšňuje ve svém textu ruskou armádu i samotnou invazi. Lidé zpívají tuto píseň během protiruských manifestací.

## Kontext

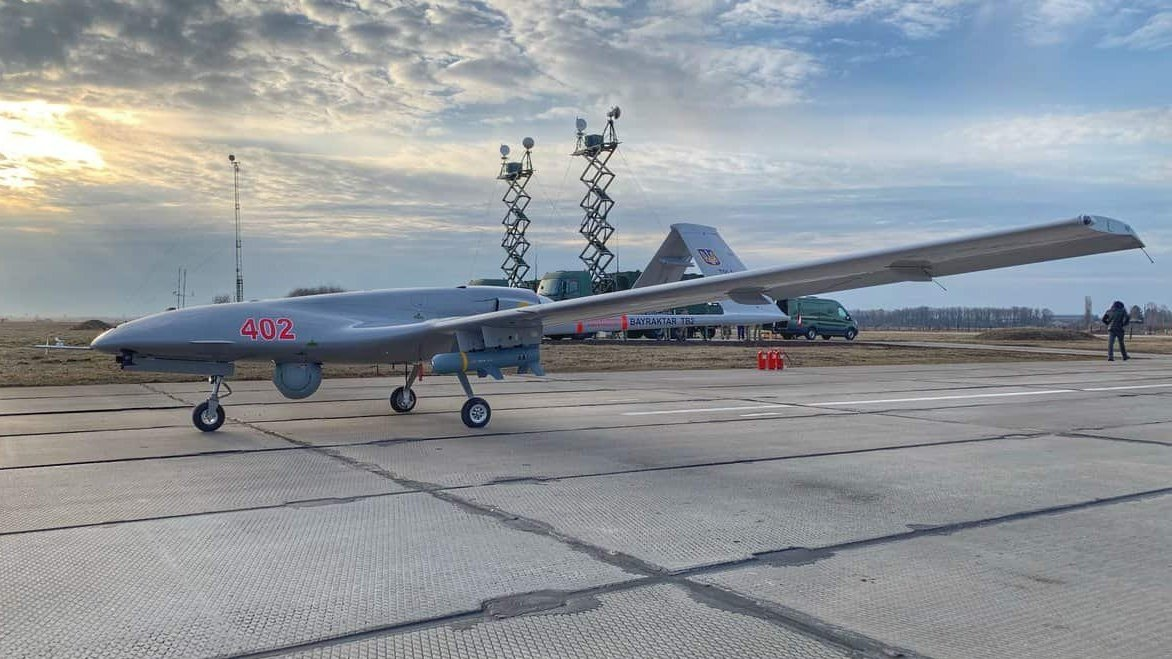
Bayraktar TB2 Ukrajinského letectva

Napsáním odbojové písníčky pověřilo Tarase Borovoka vedení Ozbrojených Sil Ukrajiny, v den napadení Ukrajiny ruskou armádou, tj. 24. února 2022. Borovok ve své skladbě zpívá o bojových dronech Bayraktar TB2 používaných ukrajinskou armádou během rusko-ukrajinské války 2022. Tyto drony, vyrobené tureckou továrnou Baykar a nesoucí jméno jejich návrháře, zpomalily ruský postup do země.

## Píseň
Autor Taras Borovok zpívá o tom, jak drony trestají vojáky ruské armády za invazi na Ukrajinu. Zesměšňuje ruské vojáky a jejich vybavení, a dokonce i způsob, jakým jedí tradiční ruskou zelňačku šči. Videoklip k „Bayraktaru“ byl zveřejněn na YouTube 1. března 2022. Zanedlouho po uveřejnění, YouTube tento původní videoklip zablokoval kvůli příliš dramatickým záběrům. Mnozí YouTubeři poté vytvořili jiné klipy, v nichž je vidět jak rakety padají z Bayraktaru TB2 a ničí kolony ruských obrněnců.
Taras uveřejnil dvě nové oficiální verze své písníčky, a to remix ukrajinského DJ Andreje Muzona, a mashup ve spolupráci s česko-francouzskou umělkyní Lisou Schettnerovou. Ukrajinská rádia hrají pravidelně všechny tři oficiální verze. Původní „Bayraktar“ a „Bayraktar [Mashup Edition]“ byly navíc zveřejněny na webové stránce Ukrajinského Parlamentu, a sdíleny členy Ukrajinských Pozemních sil na Facebooku a dalších stránkách. Text byl přeložen do mnoha světových jazyků včetně češtiny, polštiny, turečtiny a arabštiny. Zdá se, že se jedná o vůbec první skladbu o bojovém dronu.